# Tom Pollock
Thomas Philip Pollock (Los Ángeles, 10 de abril de 1943 – Ib., 1 de agosto de 2020) fue un productor de cine y ejecutivo estadounidense. Inició su carrera como abogado de entretenimiento, antes de vincularse definitivamente con el mundo del cine. Fue presidente de la Junta Directiva del American Film Institute, presidente del estudio Universal Pictures, profesor adjunto de cine de la Universidad de California y miembro del Colegio de Abogados de California.
Falleció a causa de un paro cardíaco el 1 de agosto de 2020 en Los Ángeles, a los setenta y siete años.

## Filmografía

### Cine
| Año  | Título                                  | Rol                 |
| ---- | --------------------------------------- | ------------------- |
| 2000 | Road Trip                               | Productor ejecutivo |
| 2002 | Killing Me Softly                       | Productor ejecutivo |
| 2003 | Old School                              | Productor ejecutivo |
| 2004 | EuroTrip                                | Productor ejecutivo |
| 2006 | Trailer Park Boys: The Movie            | Productor ejecutivo |
| 2007 | Disturbia                               | Productor ejecutivo |
| 2009 | Hotel for Dogs                          | Productor ejecutivo |
| 2009 | The Uninvited                           | Productor ejecutivo |
| 2009 | I Love You, Man                         | Productor ejecutivo |
| 2009 | Post Grad                               | Productor ejecutivo |
| 2009 | Up in the Air                           | Productor ejecutivo |
| 2009 | Chloe                                   | Productor ejecutivo |
| 2011 | No Strings Attached                     | Productor ejecutivo |
| 2012 | Hitchcock                               | Productor           |
| 2014 | Draft Day                               | Productor ejecutivo |
| 2016 | Ghostbusters: Answer the Call           | Productor ejecutivo |
| 2017 | Baywatch                                | Productor ejecutivo |
| 2017 | Father Figures                          | Productor ejecutivo |
| 2020 | Ghostbusters: Afterlife                 | Productor ejecutivo |
| 2020 | A Babysitter's Guide to Monster Hunting | Productor ejecutivo |